# Listă de filme Searchlight Pictures
Aceasta este o listă de filme produse și lansate de studioul american de film Searchlight Pictures din 2020.
Toate filmele enumerate sunt lansări în cinematografe, dacă nu este specificat. Filmele etichetate cu un simbol ‡ înseamnă o lansare în streaming exclusiv prin Hulu, Disney+ sau Star+.

## Filme lansate
| Premiera           | Titlu                                                              | Note |
| ------------------ | ------------------------------------------------------------------ | --- |
| 14 februarie 2020  | La vale                                                            | coproducție cu TSG Entertainment, Filmhaus Films și Likely Story; primul lungmetraj lansat sub numele Searchlight Pictures. |
| 28 februarie 2020  | Wendy                                                              | distribuție în America de Nord și de Sud, Europa vorbitoare de germană, Italia, Africa de Sud, Polonia, China, Hong Kong și companii aeriene; coproducție cu TSG Entertainment, Department of Motion Pictures și Journeyman Pictures |
| 28 august 2020     | Lumea magică a lui David Copperfield                               | distribuție doar în America de Nord; produs de FilmNation Entertainment și Film4 |
| 19 februarie 2021  | Ținutul nomazilor                                                  | doar distribuție; produs de Highwayman Films, Hear/Say Productions și Cor Cordium Productions Premiul Oscar pentru cel mai bun film Premiul Asociației Criticilor de Film pentru cel mai bun film Leul de Aur Premiul Producers Guild of America pentru cel mai bun film Premiul BAFTA pentru cel mai bun film Premiul Globul de Aur pentru cel mai bun film dramatic |
| 25 iunie 2021      | Summer of Soul (...Or, When the Revolution Could Not Be Televised) | doar distribuție; produs de Onyx Collective, RadicalMedia, Mass Distraction Media, Vulcan Productions, Concordia Studio, Play/Action Pictures și LarryBilly Productions; co-distribuit împreună cu Hulu la 2 iulie 2021 Premiul Oscar pentru cel mai bun film documentar Premiul Producers Guild of America pentru cel mai bun film documentar Premiul BAFTA pentru cel mai bun documentar Premiul Grammy pentru cel mai bun film muzical |
| 20 august 2021     | Casa nopții                                                        | doar distribuție; produs de Anton și Phantom Four Films |
| 17 septembrie 2021 | The Eyes of Tammy Faye                                             | coproducție cu Freckle Films, MWM Studios, TSG Entertainment și Semi-Formal Productions |
| 22 octombrie 2021  | Depeșa franceză                                                    | doar distribuție; produs de Indian Paintbrush și American Empirical Pictures Nominalizare - Premiul Asociației Criticilor de Film pentru cel mai bun film de comedie |
| 29 octombrie 2021  | Spirite întunecate                                                 | coproducție cu TSG Entertainment, Phantom Four și Double Dare You Productions |
| 17 decembrie 2021  | Aleea groazei                                                      | coproducție cu TSG Entertainment și Double Dare You Productions Nominalizare - Premiul Oscar pentru cel mai bun film Nominalizare - Premiul Asociației Criticilor de Film pentru cel mai bun film |
| 4 martie 2022      | Fresh ‡                                                            | doar distribuție; produs de Hyperobject Industries și Legendary Entertainment; distribuit de Hulu în Statele Unite, Star+ în America Latină și Disney+ internațional Nominalizare - Premiul Asociației Criticilor de Film pentru cel mai bun film de televiziune |
| 3 iunie 2022       | Fire Island ‡                                                      | coproducție cu Jax Media; distribuit de Hulu în Statele Unite, Star+ în America Latină și Disney+ internațional Premiul GLAAD Media pentru cel mai bun film - streaming sau de televiziune Nominalizare - Premiul Emmy pentru cel mai bun film de televiziune Nominalizare - Premiul Producers Guild of America pentru cel mai bun film de televiziune |
| 17 iunie 2022      | Multă baftă, Leo Grande! ‡                                         | distribuție doar în SUA; produs de Genesius Pictures și Align; distribuit de Hulu Nominalizare - Premiul BAFTA pentru cel mai bun film britanic |
| 29 iulie 2022      | Not Okay ‡                                                         | coproducție cu Makeready; distribuit de Hulu în Statele Unite, Star+ în America Latină și Disney+ internațional |
| 16 septembrie 2022 | Uite-i cum fug                                                     | coproducție cu TSG Entertainment și DJ Films Nominalizare - Premiul BAFTA pentru cel mai bun film britanic |
| 21 octombrie 2022  | Spiritele din Inisherin                                            | coproducție cu Blueprint Pictures și Film4 și TSG Entertainment Premiul BAFTA pentru cel mai bun film britanic Premiul Globul de Aur pentru cel mai bun film (muzical/comedie) Nominalizare - Premiul Oscar pentru cel mai bun film Nominalizare - Premiul BAFTA pentru cel mai bun film Nominalizare - Premiul Asociației Criticilor de Film pentru cel mai bun film Nominalizare - Premiul Asociației Criticilor de Film pentru cel mai bun film de comedie Nominalizare - Leul de Aur Nominalizare - Premiul Producers Guild of America pentru cel mai bun film |
| 18 noiembrie 2022  | Meniul                                                             | coproducție cu Hyperobject Industries și TSG Entertainment |
| 09 decembrie 2022  | Imperiul luminii                                                   | coproducție cu Neal Street Productions și TSG Entertainment |
| 31 martie 2023     | Rye Lane ‡                                                         | coproducție cu BBC Film, BFI, DJ Films și Turnover Films; distribuit de Hulu în Statele Unite, Star+ în America Latină și Disney+ internațional Nominalizare - Premiul BAFTA pentru cel mai bun film britanic |
| 20 aprilie 2023    | Quasi ‡                                                            | coproducție cu Broken Lizard Industries; distribuit de Hulu în Statele Unite, Star+ în America Latină și Disney+ internațional |
| 21 aprilie 2023    | Cavalerul                                                          | coproducție cu Element Pictures |
| 9 iunie 2023       | Flamin' Hot ‡                                                      | coproducție cu Franklin Entertainment; distribuit de Hulu și Disney+ în Statele Unite |
| 14 iulie 2023      | Theater Camp                                                       | doar distribuție; produs de Topic Studios, Picturestart și Gloria Sanchez Productions Nominalizare - Grand Jury Prize Dramatic |
| 8 noiembrie 2023   | The Last Repair Shop                                               | co-distribuție doar cu L.A. Times Studios; produs de Breakwater Studios Premiul Oscar pentru cel mai bun film scurtmetraj documentar Premiul Asociației Criticilor de Film pentru cel mai bun scurtmetraj documentar |
| 17 noiembrie 2023  | Golul victoriei                                                    | coproducție cu Imaginarium Productions |
| 08 decembrie 2023  | Sărmane creaturi                                                   | coproducție cu Element Pictures, TSG Entertainment, Film4, Limp și Fruit Tree Leul de Aur Premiul Globul de Aur pentru cel mai bun film (muzical/comedie) Nominalizare - Premiul Oscar pentru cel mai bun film Nominalizare - Premiul BAFTA pentru cel mai bun film Nominalizare - Premiul Asociației Criticilor de Film pentru cel mai bun film Nominalizare - Premiul Asociației Criticilor de Film pentru cel mai bun film de comedie Nominalizare - Premiul Producers Guild of America pentru cel mai bun film                                                 |
| 22 decembrie 2023  | Străini cu toții                                                   | coproducție cu Blueprint Pictures și Film4 Nominalizare - Premiul BAFTA pentru cel mai bun film britanic Nominalizare - Premiul GLAAD Media pentru cel mai bun film - Lansare largă Nominalizare - Premiul Independent Spirit pentru cel mai bun film |
| 2 februarie 2024   | Suncoast ‡                                                         | coproducție cu Freestyle Picture Company, Seven Deuce Entertainment și 3 Arts Entertainment; co-distribuit cu Hulu în Statele Unite, Star+ în America Latină și Disney+ internațional la 9 februarie 2024 |
| 5 aprilie 2024     | Cele mai tari hituri ‡                                             | coproducție cu Groundswell Productions și Flying Point; co-distribuit cu Hulu în Statele Unite, Star+ în America Latină și Disney+ internațional la 12 aprilie 2024 |
| 21 iunie 2024      | Forme de bunătate                                                  | coproducție cu Element Pictures și Film4 Nominalizare - Palme d'Or |
| 23 august 2024     | The Supremes at Earl's All-You-Can-Eat ‡                           | coproducție cu Temple Hill Entertainment |
| 3 octombrie 2024   | Hold Your Breath ‡                                                 | coproducție cu Mad Dog Films și Secret Engine; distribuit de Hulu în Statele Unite, internațional de Disney+ |
| 1 noiembrie 2024   | Durere profundă                                                    | doar distribuție; produs de Topic Studios, Fruit Tree, Extreme Emotions și Rego Park Nominalizare - Premiul Asociației Criticilor de Film pentru cel mai bun film de comedie Nominalizare - Premiul Globul de Aur pentru cel mai bun film (muzical/comedie) Nominalizare - Grand Jury Prize Dramatic Nominalizare - Premiul Producers Guild of America pentru cel mai bun film |
| 6 decembrie 2024   | Nightbitch                                                         | coproducție cu Archer Gray, Annapurna Pictures și Defiant by Nature |
| 25 decembrie 2024  | Bob Dylan: A Complete Unknown                                      | coproducție cu The Picture Company și Veritas Entertainment Group Nominalizare - Premiul Oscar pentru cel mai bun film Nominalizare - Premiul BAFTA pentru cel mai bun film Nominalizare - Premiul Asociației Criticilor de Film pentru cel mai bun film Nominalizare - Premiul Globul de Aur pentru cel mai bun film dramatic Nominalizare -Premiul Producers Guild of America pentru cel mai bun film |

## Filme viitoare

### Filme nedatate
| Lansare | Titlu                                | Note                                                        | Status         |
| ------- | ------------------------------------ | ----------------------------------------------------------- | -------------- |
| TBA     | In the Blink of an Eye               | coproducție cu Mighty Engine                                | Post-producție |
| TBA     | Is This Thing On?                    | coproducție cu Lea Pictures                                 | Pre-producție  |
| TBA     | Lunik Heist                          | coproducție cu Gran Via Productions și Paradox              | Pre-producție  |
| TBA     | O'Dessa                              | coproducție cu RT Features și Department of Motion Pictures | Post-producție |
| TBA     | Rental Family                        | coproducție cu Sight Unseen                                 | Post-producție |
| TBA     | The Roses                            | coproducție cu South of the River Pictures și SunnyMarch    | Post-producție |
| TBA     | continuare fără titlu a Ready or Not | [ 10 ]                                                      | Pre-producție  |

### În dezvoltare
| Titlu                             | Note                                                                               |
| --------------------------------- | ---------------------------------------------------------------------------------- |
| Again Again Again                 | coproducție cu Local Time și Daniele Tate Media                                    |
| A Manual for Cleaning Women       | coproducție cu New Republic Pictures și Dirty Films                                |
| Clean Break                       | coproducție cu Scott Free Productions                                              |
| DNA                               | coproducție cu Party Over Here                                                     |
| Fire of Love                      | coproducție cu Hunting Lane Films, Submarine Deluxe și Sandbox Films               |
| Mockingbird                       | [ 17 ]                                                                             |
| Seconds                           | coproducție cu Complete Fiction Pictures și Marc Platt Productions                 |
| Small Parts                       | [ 19 ]                                                                             |
| Super Troopers 3: Winter Soldiers | coproducție cu Broken Lizard Industries                                            |
| Tender is the Night               | coproducție cu LuckyChap Entertainment, Putnam Pictures și Moonslinger Productions |
| The Green                         | coproducție cu Scott Free Productions și Hopscotch Pictures                        |
| Film fără titlu de Mahalia Belo   | [ 23 ]                                                                             |
| Film fără titlu cu Taylor Swift   | coproducție cu Taylor Swift Productions                                            |